# Station Herbesthal

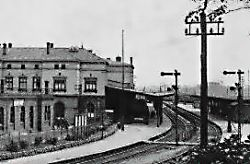
Het voormalige station van Herbesthal

Station Herbesthal is een voormalig spoorwegstation langs spoorlijn 37 (Luik - Aken) en spoorlijn 49 (Welkenraedt - Raeren) in Herbesthal, een aan Welkenraedt vastgegroeid gehucht van Lontzen in de Belgische provincie Luik. Voor 1918 en van 1940 tot 1945 was dit station een grensstation van Duitsland. De telegrafische code was FHR.
Vanaf Herbesthal vertrok vroeger ook een tram van de NMVB naar Eupen.

## Reizigerstellingen
De grafiek en tabel geven het gemiddeld aantal instappende reizigers weer op een week-, zater- en zondag.
| Tabel: aantal instappende reizigers station Herbesthal | Tabel: aantal instappende reizigers station Herbesthal | Tabel: aantal instappende reizigers station Herbesthal | Tabel: aantal instappende reizigers station Herbesthal |
|                                                        | Weekdag                                                | Zaterdag                                               | Zondag                                                 |
| ------------------------------------------------------ | ------------------------------------------------------ | ------------------------------------------------------ | ------------------------------------------------------ |
| 1984                                                   | 100                                                    | 18                                                     | 14                                                     |
| 1985                                                   | 114                                                    | 23                                                     | 21                                                     |
| 1986                                                   | 99                                                     | 20                                                     | 19                                                     |
| 1987                                                   | 83                                                     | 19                                                     | 37                                                     |
| 1988                                                   | 97                                                     | 26                                                     | 24                                                     |
| 1989                                                   | 66                                                     | 19                                                     | 10                                                     |
| 1990                                                   | 75                                                     | 22                                                     | 9                                                      |
| 1991                                                   | 74                                                     | 13                                                     | 12                                                     |
| 1992                                                   | 61                                                     | 18                                                     | 8                                                      |

0,0: Luik-Guillemins ·
2,6: Angleur ·
4,1: Chênée ·
5,8: Henne-Chèvremont ·
11,0: Chaudfontaine ·
9,5: La Broucke ·
11,0: Trooz ·
13,8: Fraipont ·
15,3: Nessonvaux ·
17,8: Goffontaine ·
18,8: Cornesse ·
20,3: Pepinster ·
23,5: Ensival ·
25,5: Verviers-West ·
Verviers-Central ·
25,4: Verviers-Palais ·
27,1: Verviers-Oost ·
29,5: Nasproué ·
31,7: Dolhain-Gileppe ·
33:0: Dolhain-Vicinal ·
Welkenraedt-Ouest ·
37,7: Welkenraedt ·
39,5: Herbesthal ·
42,4: Astenet ·
45,9: Hergenrath ·
Aachen Hbf
0,0: Welkenraedt ·
1,8: Herbesthal ·
5,9: Eupen ·
7,9: Raeren-Rott